# Athlétisme aux Jeux méditerranéens de 1975
Navigation
Les épreuves d'athlétisme des Jeux méditerranéens de 1975 ont eu lieu  à Alger en Algérie.

## Résultats

### Hommes
| Épreuve           | Or                                                                        | Or              | Argent                                                                      | Argent          | Bronze                                                                      | Bronze          |
| ----------------- | ------------------------------------------------------------------------- | --------------- | --------------------------------------------------------------------------- | --------------- | --------------------------------------------------------------------------- | --------------- |
| 100 m             | Pietro Mennea Italie                                                      | 10 s 43         | Vasílios Papayeorgópoulos Grèce                                             | 10 s 44         | René Metz France                                                            | 10 s 57         |
| 200 m             | Pietro Mennea Italie                                                      | 20 s 52         | Predrag Križan Yougoslavie                                                  | 21 s 20         | Pasqualino Abeti Italie                                                     | 21 s 30         |
| 400 m             | Josip Alebić Yougoslavie                                                  | 46 s 44         | Kyriakos Onisiforou Grèce                                                   | 47 s 33         | Milorad Čikić Yougoslavie                                                   | 47 s 37         |
| 800 m             | Milovan Savić Yougoslavie                                                 | 1 min 48 s 5a   | Sid Ali Djouadi Algérie                                                     | 1 min 48 s 8a   | Roqui Sanchez France                                                        | 1 min 49 s 0a   |
| 1 500 m           | Boško Božinović Yougoslavie                                               | 3 min 42 s 6a   | Mansour Guettaya Tunisie                                                    | 3 min 42 s 7a   | Fotis Kourtis Grèce                                                         | 3 min 44 s 1a   |
| 5 000 m           | Fernando Cerrada Espagne                                                  | 13 min 42 s 0a  | Jadour Haddou Maroc                                                         | 13 min 42 s 4a  | Chérif Benali Algérie                                                       | 13 min 44 s 0a  |
| 10 000 m          | Abdelkader Zaddem Tunisie                                                 | 28 min 27 s 0a  | Mariano Haro Espagne                                                        | 28 min 29 s 2a  | Boualem Rahoui Algérie                                                      | 28 min 40 s 8a  |
| Marathon          | Antonino Baños Espagne                                                    | 2 h 24 min 13 s | Paolo Accaputo Italie                                                       | 2 h 25 min 48 s | Vassilios Chimonis Grèce                                                    | 2 h 29 min 53 s |
| 3000 m steeple    | Boualem Rahoui Algérie                                                    | 8 min 20 s 2a   | Antonio Campos Espagne                                                      | 8 min 22 s 6a   | Franco Fava Italie                                                          | 8 min 23 s 8a   |
| 110 m haies       | Borisav Pisić Yougoslavie                                                 | 14 s 29         | Efstratios Vassiliou Grèce                                                  | 14 s 33         | Juan Lloveras Espagne                                                       | 14 s 42         |
| 400 m haies       | Jean-Claude Nallet France                                                 | 49 s 76         | Georgios Parris Grèce                                                       | 50 s 26         | Stavros Tziortzis Grèce                                                     | 50 s 94         |
| Saut en hauteur   | Giordano Ferrari Italie                                                   | 2,16 m          | Enzo Del Forno Italie                                                       | 2,16 m          | Dimitrios Patronis Grèce                                                    | 2,13 m          |
| Saut à la perche  | Silvio Fraquelli Italie                                                   | 5,00 m          | Lakhdar Rahal Algérie                                                       | 5,00 m          | Renato Dionisi Italie                                                       | 5,00 m          |
| Saut en longueur  | Nenad Stekić Yougoslavie                                                  | 8,23 m w        | Rafael Blanquer Espagne                                                     | 7,70 m          | Panayotis Chatzistathis Grèce                                               | 7,60 m          |
| Triple saut       | Bernard Lamitié France                                                    | 16,19 m         | Milan Spasojević Yougoslavie                                                | 16,15 m         | Thomas Thoma Grèce                                                          | 15,84 m         |
| Lancer du poids   | Ivan Ivancić Yougoslavie                                                  | 19,43 m         | Jean-Marie Djebaili Algérie                                                 | 17,52 m         | Omar Musa Mejbari Libye                                                     | 16,47 m         |
| Lancer du disque  | Armando De Vincentis Italie                                               | 61,26 m         | Silvano Simeon Italie                                                       | 59,52 m         | Nikolaos Tsiaras Grèce                                                      | 54,70 m         |
| Lancer du marteau | Srećko Štiglić Yougoslavie                                                | 68,22 m         | Faustino De Boni Italie                                                     | 66,44 m         | Jacques Accambray France                                                    | 65,16 m         |
| Lancer du javelot | Žarko Primorac Yougoslavie                                                | 74,72 m         | Serge Leroy France                                                          | 70,91 m         | Renzo Cramerotti Italie                                                     | 69,84 m         |
| Décathlon         | Zissis Kourelos Grèce                                                     | 7 190 points    | Eduardo Rodríguez Espagne                                                   | 7 098 points    | Nurullah Candan Turquie                                                     | 7 074 points    |
| 20 km marche      | Armando Zambaldo Italie                                                   | 1 h 33 min 21 s | Vinko Galušic Yougoslavie                                                   | 1 h 33 min 31 s | José Marín Espagne                                                          | 1 h 35 min 46 s |
| 4 × 100 m         | France Dominique Chauvelot Gilles Échevin Joseph Arame Lucien Sainte-Rose | 39 s 42         | Italie Pasqualino Abeti Pietro Mennea Luciano Caravani Luigi Benedetti      | 39 s 56         | Espagne José Luis Sánchez Javier Martínez Miguel Angel Arnau José Carbonell | 40 s 46         |
| 4 × 400 m         | Yougoslavie Ivica Ivičak Milorad Čikić Milovan Savić Josip Alebić         | 3 min 5 s 58    | France Roqui Sanchez Francis Kerbiriou Francis Demarthon Jean-Claude Nallet | 3 min 6 s 28    | Italie Giorgio Ballati Flavio Borghi Alfonso Di Guida Bruno Magnani         | 3 min 6 s 72    |

### Femmes
| Épreuve          | Or                                                                 | Or            | Argent                                                          | Argent        | Bronze                                                         | Bronze        |
| ---------------- | ------------------------------------------------------------------ | ------------- | --------------------------------------------------------------- | ------------- | -------------------------------------------------------------- | ------------- |
| 100 m            | Rita Bottiglieri Italie                                            | 11 s 79       | Jelica Pavlicic Yougoslavie                                     | 11 s 80       | Nadine Goletto France                                          | 11 s 87       |
| 400 m            | Jelica Pavlicic Yougoslavie                                        | 52 s 54       | Rita Bottiglieri Italie                                         | 53 s 34       | Rosa Colorado Espagne                                          | 55 s 55       |
| 800 m            | Paola Pigni-Cacchi Italie                                          | 2 min 3 s 8a  | Gabriella Dorio Italie                                          | 2 min 4 s 5a  | Madeleine Thomas France                                        | 2 min 7 s 3a  |
| 1 500 m          | Paola Pigni-Cacchi Italie                                          | 4 min 12 s 8a | Gabriella Dorio Italie                                          | 4 min 16 s 6a | Carmen Valero Espagne                                          | 4 min 20 s 3a |
| 100 m haies      | Nadine Fricault France                                             | 13 s 59       | Ileana Ongar Italie                                             | 13 s 81       | Djurdja Focic Yougoslavie                                      | 13 s 83       |
| Saut en hauteur  | Sara Simeoni Italie                                                | 1,89 m        | Snežana Hrepevnik Yougoslavie                                   | 1,80 m        | Djurdja Focic Yougoslavie                                      | 1,75 m        |
| Lancer du disque | Vassiliki Karafylli Grèce                                          | 52,34 m       | Renata Scaglia Italie                                           | 50,60 m       | Noëlle Jarry France                                            | 50,28 m       |
| 4 × 100 m        | France Annie Alizé Nadine Goletto Catherine Delachanal Nicole Pani | 44 s 93       | Yougoslavie Branislava Gak Vidmar Djurdja Focic Jelica Pavlicic | 45 s 44       | Italie Maura Gnecchi Cecilia Molinari Laura Nappi Ileana Ongar | 45 s 92       |